# Vicente de Paulo
Vicente de Paulo, nascido Vincent de Paul ou Vincent Depaul, (Pouy, 24 de abril de 1581 – Paris, 27 de setembro de 1660) foi um sacerdote católico francês, declarado santo pelo Papa Clemente XII em 1737. Foi um dos grandes protagonistas da Reforma Católica na França do século XVII.

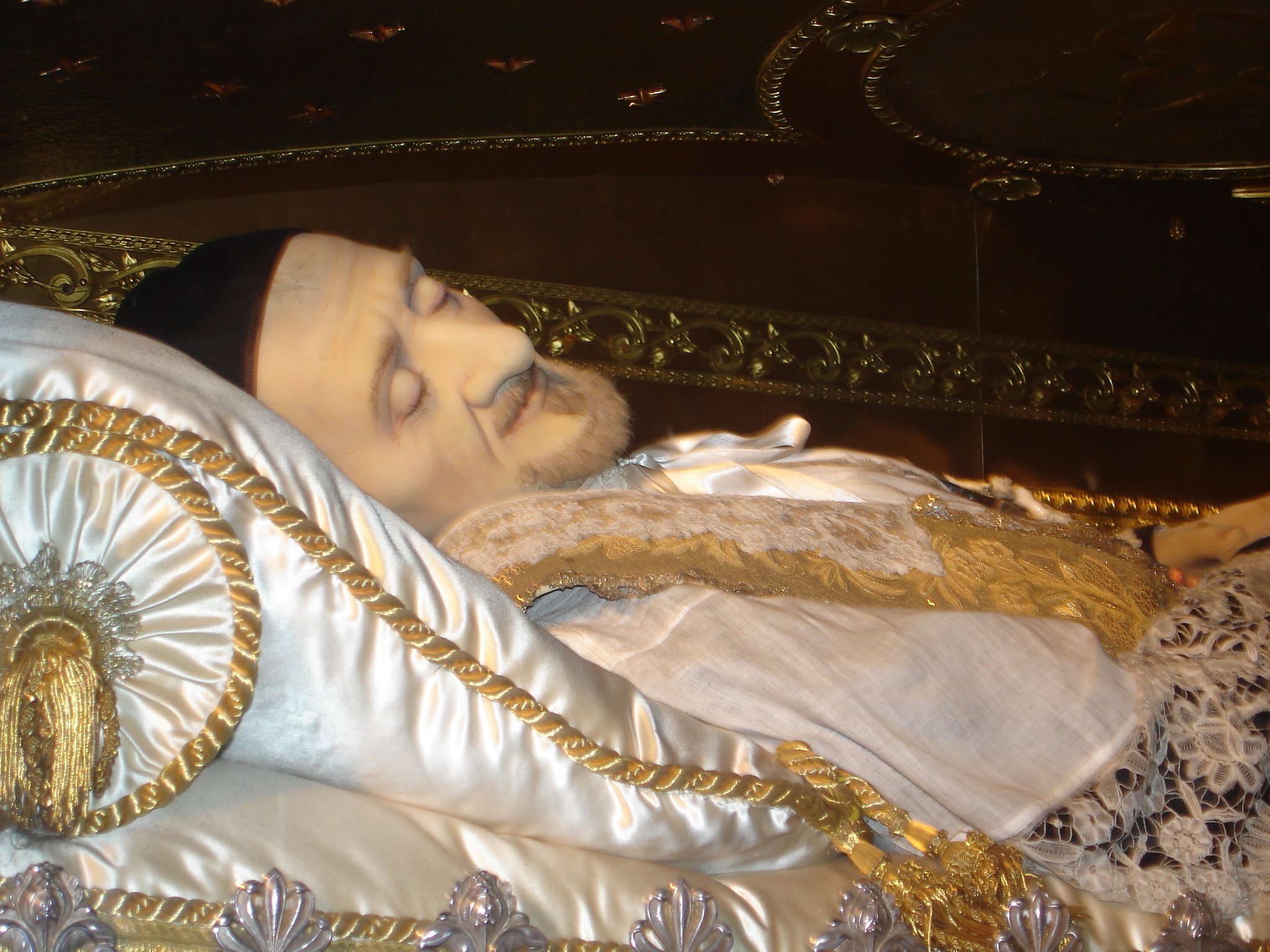
O corpo incorrupto de São Vicente

## Biografia
São Vicente de Paulo nasceu em uma terça-feira de Páscoa, em 24 de abril de 1581, na aldeia de Pouy, na Gasconha. Como era então frequente, Vicente foi batizado no mesmo dia de seu nascimento. Era o terceiro filho do casal João de Paulo (Jean de Paul) e Bertranda de Moras (Bertrande de Moras), camponeses profundamente católicos. Seus seis filhos receberam o ensino religioso em casa através de Bertranda.
Desde cedo destacou-se pela notável inteligência e devoção. Fez seus primeiros estudos em Dax, onde após 4 anos, se tornou professor. Isto lhe permitiu concluir os estudos de teologia na Universidade de Toulouse. Foi ordenado sacerdote, aos dezenove anos, em 23 de setembro de 1600.
Ordenou-se padre e logo passou pela primeira provação: uma viúva que gostava de ouvir as suas pregações, ciente de que ele era pobre, deixou para ele sua herança — uma pequena propriedade e determinada importância em dinheiro, que estava com um comerciante em Marselha.
No retorno desta viagem a Marselha, em 1605, o navio em que se encontrava foi atacado por piratas turcos. Vicente sobreviveu ao ataque, mas foi feito prisioneiro. Os turcos o conduziram a Túnis, onde foi vendido como escravo para um pescador, depois para um químico; com a morte deste, foi herdado pelo sobrinho do químico, que o vendeu para um fazendeiro, um renegado, que antes era católico e, com medo da escravidão, adotara a religião muçulmana. Ele tinha três esposas: uma era turca e esta, ouvindo os cânticos do escravo, sensibilizou-se e quis saber o significado do que ele cantava. Ciente da história, ela censurou o marido por ter abandonado uma religião que para ela parecia tão bonita. O patrão de Pe. Vicente arrependeu-se e propôs a ele uma fuga para a França, que só se realizou dez meses depois, já em 1607.
Eles atravessaram o Mar Mediterrâneo em uma pequena embarcação e conseguiram chegar à costa francesa. De Aigues-Mortes foram para Avinhão, onde encontraram o Vice-Legado do Papa. Vicente voltou à condição de padre e o renegado abjurou publicamente, retornando à Igreja Católica. Vicente e o renegado ficaram vivendo com o Vice-Legado e, quando este precisou viajar a Roma, levou-os em sua companhia. Durante a estada na cidade, Pe. Vicente frequentou a universidade e se formou em Direito Canônico. E o renegado foi admitido em um mosteiro, onde se tornou monge.
O Papa precisou mandar um documento sigiloso para o Rei Henrique IV da França e Pe. Vicente foi escolhido como fiel depositário. Devido a sua presteza, o Rei Henrique IV nomeou-o Capelão da Rainha Margarida de Valois, a rainha Margot. Pe. Vicente era encarregado da distribuição de esmolas aos pobres e fazia visitas aos enfermos no hospital de caridade em nome da rainha. Após o assassinato de Henrique IV da França, em 1610, São Vicente passou um ano na Sociedade do Oratório, fundada pelo Cardeal Pierre de Bérulle. Mais tarde, padre Bérulle foi nomeado Bispo de Paris e indicou Vicente de Paulo para vigário de Clichy, subúrbio de Paris.
Vicente fundou a Confraria do Rosário e todos os dias visitava os doentes. Atendendo a um pedido de padre Berulle, partiu e foi ser o preceptor dos filhos do general das galés e residir no Palácio dos Gondi. Naquele período, a Marinha francesa estava em expansão e, para resolver o problema da mão-de-obra necessária para o remo, era costume a condenação às galés por delitos comuns. Vicente empenhou-se nesta missão, lutando por mais dignidade para estes prisioneiros, que viviam em condições sub-humanas. No trabalho em favor dos condenados às galés chegou até a se colocar no lugar de um deles para libertá-lo. As propriedades da família dos Gondi eram muito grandes e Pe. Vicente e a senhora de Gondi faziam visitas às famílias que residiam nestas propriedades. Foi assim que o Pe. Vicente percebeu como era necessária a confissão deste povo. Na missa dominical, ele fazia com o povo a confissão comunitária. Conseguiu outros padres para as confissões, pois eram muitos os que queriam esse sacramento. Pe. Vicente esteve nas terras da família Gondi por cinco anos. Foi a Paris e, mais tarde, a pedido do Pe. Berulle, voltou para a casa dos Gondi por mais oito anos.
Sua piedade heróica conferiu-lhe o cargo de Capelão Geral e Real da França. Vendo o abandono espiritual dos camponeses, fundou a Congregação da Missão, que são os Padres Lazaristas, para evangelização do "pobre povo do interior". A Congregação da Missão demorou de 1625 até 12 de janeiro de 1633 para receber a Bula do Papa Urbano VIII, reconhecendo-a.
Em 1643, Luís XIII pediu para ser assistido, em seu leito de morte, por Vicente, tendo morrido em seus braços. A seguir foi nomeado pela Regente Ana d'Áustria, de quem era o confessor, para o Conselho de Consciência (para assuntos eclesiásticos dessa Regência).
Num apelo que o padre Vicente fez durante sermão em Châtillon, nasceu o movimento das Senhoras Damas da Caridade (Confraria da Caridade). A primeira irmã de caridade foi a camponesa Margarida Nasseau, que contou com a orientação de Santa Luísa de Marillac e que, mais tarde, estabeleceu a Confraria das Irmãs da Caridade, atuais Filhas da Caridade. De apenas quatro irmãs no começo, a Confraria conta, hoje, com centenas delas. Foi também ele o responsável pela organização de retiros espirituais para leigos e sacerdotes, através das famosas conferências das terças-feiras (Confraria de Caridade para homens).
Inspirado por seu amor a Deus e aos pobres, Vicente de Paulo foi o criador de muitas obras de amor e caridade. Sua vida é uma história de doação aos irmãos pobres e de amor a Deus. Existem diversas biografias suas, mas sabemos que nenhuma delas conseguirá descrever com total fidelidade o amor que tinha por seus irmãos necessitados. Muitos acham que a maior virtude de São Vicente é a caridade, mas sua humildade suplantava essa virtude. Sempre buscava o bem da Igreja. São Vicente de Paulo foi um pai dos Pobres e um reformador do clero. Basta dizer que a Associação dos Filhos de Maria, hoje Juventude Mariana Vicentina, criada a pedido da Virgem Maria que apareceu a Santa Catarina Labouré na noite de 18 de julho de 1830, e as Conferências Vicentinas, fundadas por Antônio Frederico Ozanam e seus companheiros, em 23 de abril de 1833, foram inspiradas por ele. Espalhadas no mundo inteiro, vivem permanentemente de seus exemplos e ensinamentos.
Segundo São Francisco de Sales, Vicente de Paulo era o "padre mais santo do século". Faleceu em 27 de setembro de 1660 e foi sepultado na capela-mãe da Igreja de São Lázaro, em Paris. Foi canonizado pelo Papa Clemente XII em 16 de junho de 1737. Em 12 de maio de 1885 é declarado patrono de todas as obras de caridade da Igreja Católica, por Leão XIII.

## Obra
Funda sucessivamente diversas congregações:
- Em agosto de 1617 funda as Damas da Caridade, hoje conhecidas como Associação Internacional de Caridades - AIC.
- Em 8 de dezembro de 1617 cria as Confrarias da Caridade.
- Em 17 de abril de 1625 funda a Congregação da Missão, cujos membros são conhecidos como padres Lazaristas, ou padres vicentinos.
- Em 29 de novembro de 1633 funda a congregação das Filhas da Caridade.

## Canonização
A sua canonização ocorreu em 16 de junho de 1737, pelo Papa Clemente XII. Em 12 de maio de 1885 foi declarado, pelo Papa Leão XIII, patrono de todas as obras de caridade da Igreja Católica.

## O corpo incorrupto de São Vicente de Paulo

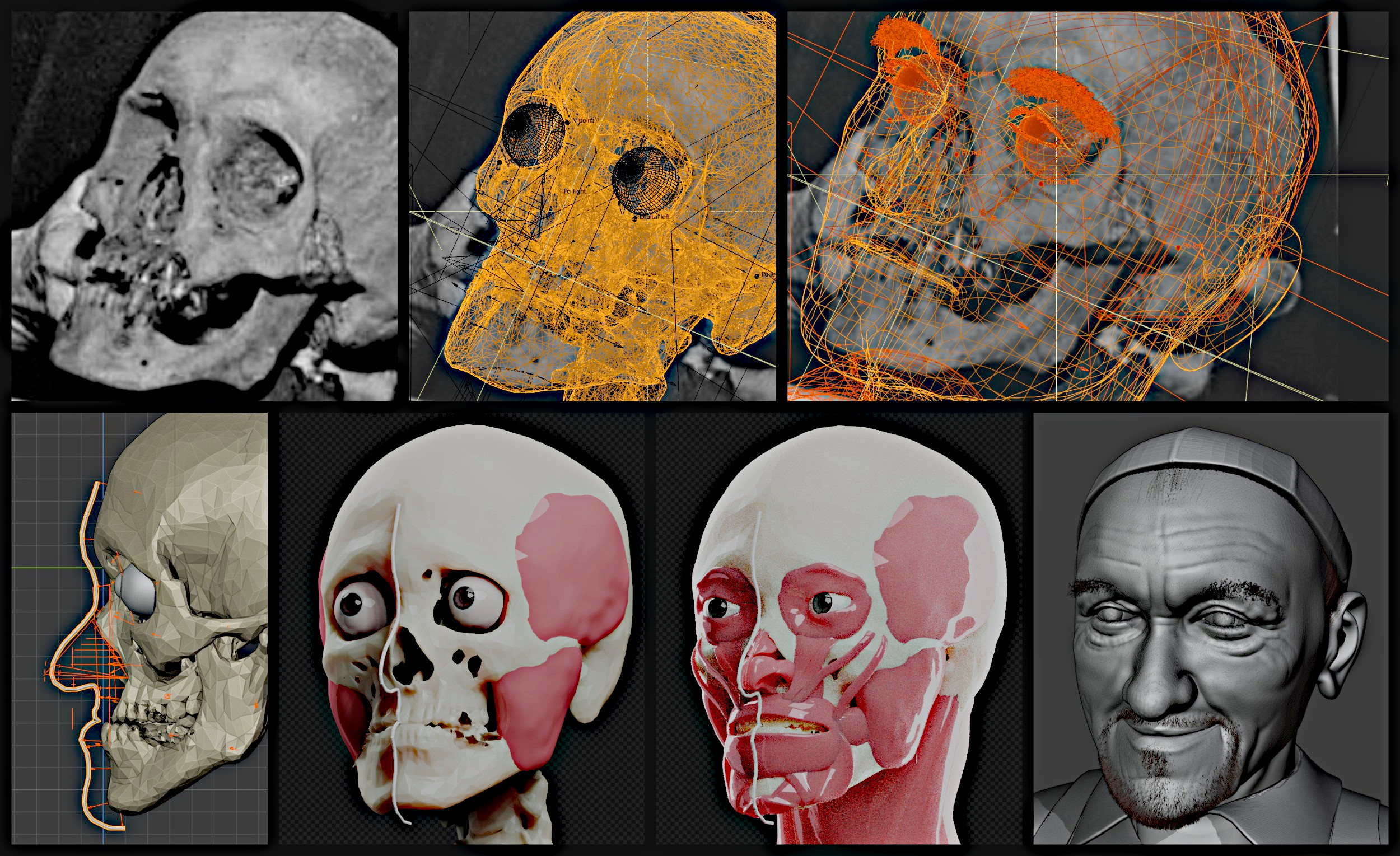
Processo de reconstrução facial forense realizada em 2022 a partir da exumação

Cinquenta e dois anos após a sua morte, o corpo foi exumado pela primeira vez diante de dois médicos, autoridades da Igreja e outras testemunhas. Foi encontrado incorrupto, com sinais de deterioração apenas no nariz e nos olhos. Os médicos atestaram que esta preservação não poderia ser natural. Vinte anos mais tarde, por ocasião da canonização, o corpo já estava em estado de decomposição devido a inúmeras inundações no terreno.
O corpo de São Vicente de Paulo, reconstituído em cera, está atualmente exposto à visitação pública na Capela de São Vicente de Paulo, na Rua de Sèvres, Métro Vaneau, em Paris. Seu coração encontra-se em um relicário na Capela Nossa Senhora da Medalha Milagrosa.

## Aproximação facial forense

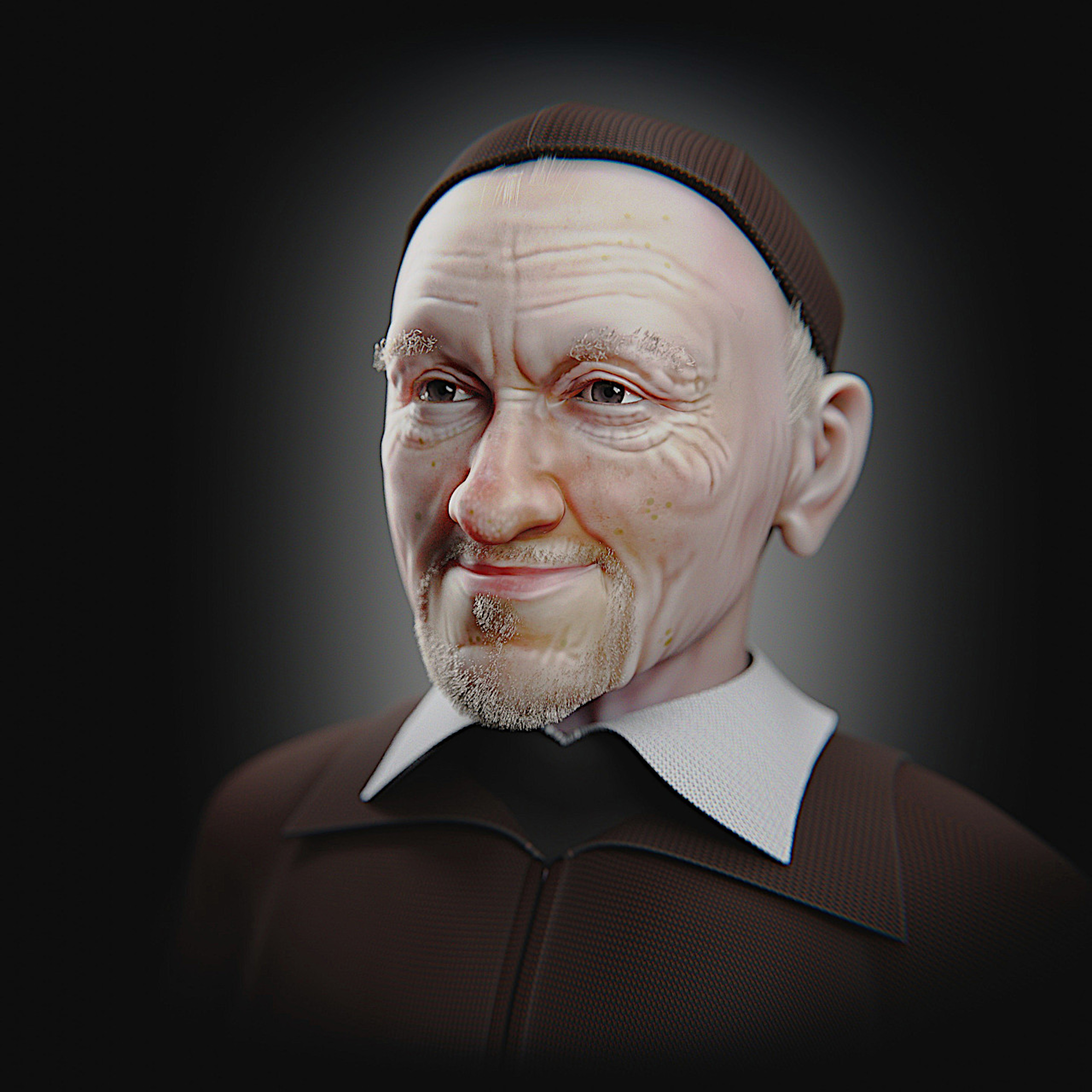
Aproximação facial forense

Em fevereiro de 2022 um projeto idealizado pelo Dr. José Luís Lira e o 3D designer Cicero Moraes, com o auxílio de 8 outros especialistas no campo médico e forense, reconstruíram a face do santo, utilizando como base o reconhecimento dos seus restos mortais da década de 1960. 